# Стефан Пенчев (режисьор)
Стèфан Петрòв Пèнчев е драматичен артист, режисьор и театрален организатор.

## Биография
Роден е на 6 май 1898 г. в Разград, Княжество България.
Започва театралната си дейност през 1919 г. През 1923 – 1924 г. специализира театрално изкуство в Берлин и Виена. До 1933 г. е артист и режисьор в Свободен театър на Петър Константинов Стойчев, в театрите в Пловдив, Разград и Русе, в пътуващия Популярен театър и други. Организира пътуващия театър „Сълза и смях“ (1920 г.), Свободен театър в София (1931 г.), куклен театър в Русе (1929 г.) и Български театър дей пиколи в София (1931 г.), който е повлиян от гостувалия през 1930 г. в България известен в цяла Европа „Театро дей пиколи“ на италианеца Виторио Подрека.
Най-значителна е дейността на Пенчев като организатор и ръководител на оперетния театър „Одеон“ (1933 – 1944 г.), който е един от най-популярните български оперетни театри до 9 септември 1944 г. Директор е на театъра в Русе (1948 – 1952 г.) и на театър „Трудов фронт" в София (1953 – 1955 г.), чийто режисьор е през 1955 – 1958 г. Поставя пиесите „Моралът на г-жа Дулска“ от Габриеля Заполска, „Дърветата умират прави“ от Алехандро Касона, „Свекърва“ от Антон Страшимиров и други; изпълнява ролите на Фердинанд („Коварство и любов“ от Фридрих Шилер), Роберт („Чест“ от Херман Зудерман), Збишко („Моралът на г-жа Дулска“ от Габриеля Заполска), Жельо („Вампир“ от Антон Страшимиров) и други.